# Àsia-Pacífic

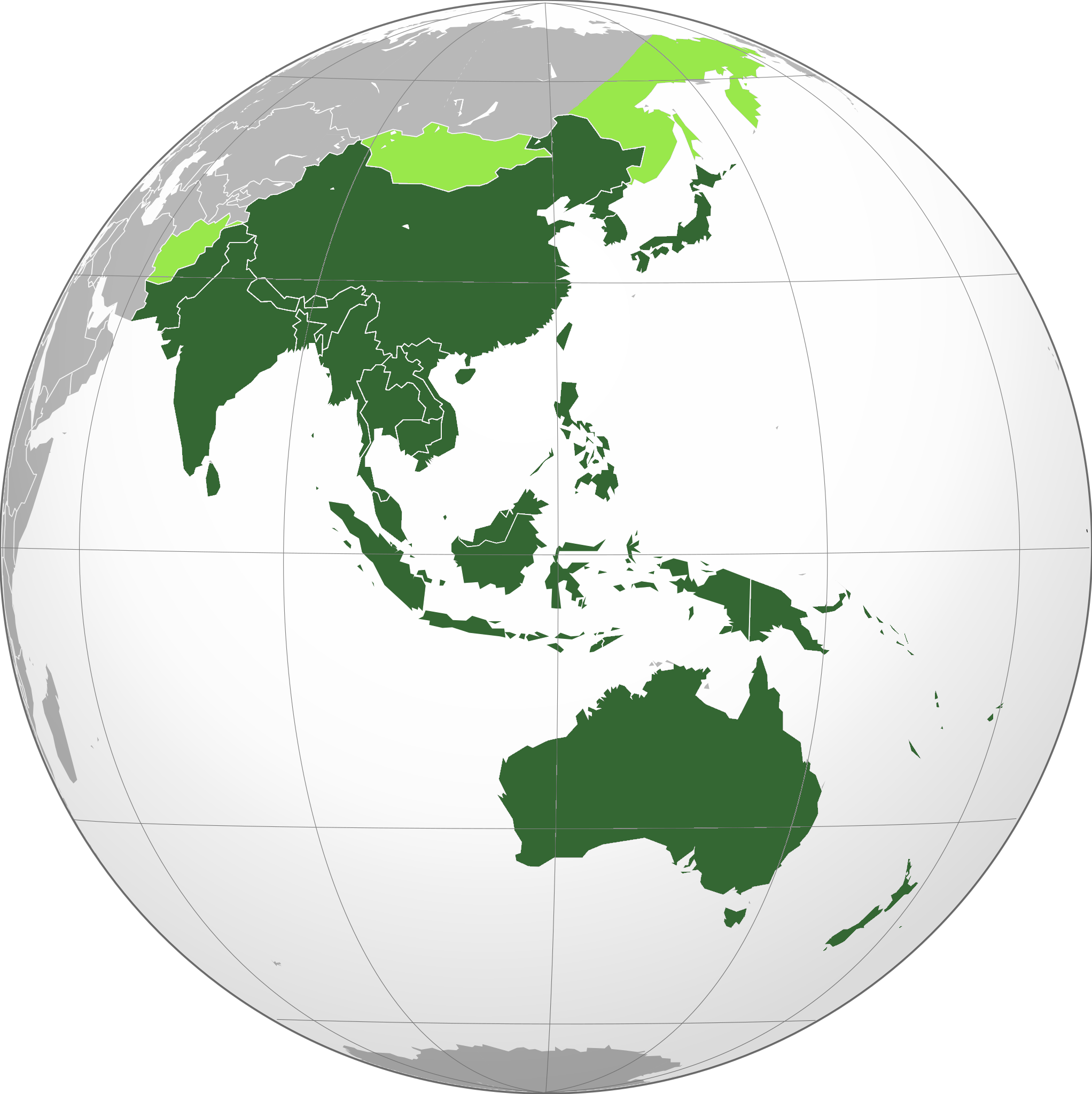
Mapa que mostra la definició general d'Àsia i Pacífic. El verd fosc fa referència als principals països d'Àsia i Pacífic, mentre que el verd clar fa referència a regions que s'hi poden incloure.

Àsia-Pacífic és la part del món a l'oceà Pacífic occidental o a prop d'aquest. Àsia-Pacífic varia en àrea segons el context, però generalment inclou Àsia oriental, Àsia del Sud, Àsia central, Sud-est asiàtic i Oceania.
El terme també pot incloure parts de Rússia (al Pacífic nord) i països de les Amèriques que es troben a la costa de l'Oceà Pacífic Oriental; la cooperació econòmica Àsia-Pacífic, per exemple, inclou Canadà, Xile, Rússia, Mèxic, Perú i Estats Units. Com a alternativa, el terme de vegades comprèn tota Àsia i Australàsia, així com les nacions insulars del Pacífic (Àsia Pacífic i continent australià), per exemple, quan es divideix el món en grans regions amb finalitats comercials (per exemple, a Amèrica, EMEA i Àsia Pacífic). Àsia occidental gairebé mai no s'inclou.
En general, no hi ha una definició clara de "Àsia-Pacífic", i les regions incloses canvien en funció del context. El terme s'ha popularitzat des del final dels anys vuitanta en comerç, finances i política. Malgrat l'heterogeneïtat de les economies de les regions, la majoria de les nacions individuals de la zona són mercats emergents que experimenten un ràpid creixement. (Compareu el concepte/acrònim APEJ o APeJ — Àsia i Pacífic, excepte Japó.)
Àsia i el Pacífic és ara la regió líder del creixement econòmic del món i està liderant la revolució digital 5G i internet de les coses a tota la regió.

### Països d'Àsia Pacífic

#### Nord-est asiàticiÀsia central
- China
- Hong Kong
- Macau
- Taiwan
- Japan
- Mongolia
- North Korea
- South Korea
- Kazakhstan
- Kyrgyzstan
- Tajikistan
- Turkmenistan
- Uzbekistan

#### Sud-est asiàticiOceania(Australàsia,Micronèsia,Polinèsia,Melanèsia)
- Brunei
- Cambodia
- East Timor
- Indonesia
- Laos
- Malaysia
- Myanmar
- Philippines
- Singapore
- Thailand
- Vietnam
- American Samoa
- Australia
- Illes Cook
- Federated States of Micronesia
- Polinèsia Francesa
- Fiji
- Guam
- Kiribati
- Marshall Islands
- Nauru
- Nova Caledònia
- New Zealand
- Niue
- Northern Mariana Islands
- Samoa
- Palau
- Papua New Guinea
- Solomon Islands
- Tokelau
- Tonga
- Tuvalu
- Vanuatu
- Wallis i Futuna
- Bougainville
- Illa Christmas
- Plantilla:Country data Chuuk State
- Illes Cocos
- Plantilla:Country data Easter Island
- Hawaii
- Plantilla:Country data Midway Islands
- Plantilla:Country data Johnston Atoll
- Plantilla:Country data Howland Island
- Plantilla:Country data Palmyra Atoll
- Plantilla:Country data Kingman Reef
- Plantilla:Country data Jarvis Island
- Plantilla:Country data Baker Island
- Plantilla:Country data Coral Sea Islands
- Plantilla:Country data Ashmore and Cartier Islands
- Plantilla:Country data Heard Island and McDonald Islands
- Illa Norfolk
- Plantilla:Country data Isla Salas y Gómez
- Illes Pitcairn
- Plantilla:Country data Torres Strait Islands
- Plantilla:Country data Wake Island
- West Papua

### Sud-oest asiàtic
- Afghanistan
- Bangladesh
- Bhutan
- India
- Maldives
- Nepal
- Pakistan
- Sri Lanka
- Bahrain
- Iran
- Iraq
- Israel
- Jordan
- Kurdistan
- Kuwait
- Lebanon
- Oman
- Palestine
- Qatar
- Saudi Arabia
- Syria
- United Arab Emirates
- Yemen